# Ingegerdsleden
Ingegerdsleden är en 11 mil lång  pilgrimsled i Uppland mellan Uppsala domkyrka och Storkyrkan i Stockholm. Vandringsleden invigdes på hösten 2014. Den sträcker sig genom flera naturreservat och passerar ett antal historiska platser, kyrkor, slott och andra sevärdheter.

## Namnet
Leden är uppkallad efter Ingegerd Olofsdotter, dotter till Olof Skötkonung och troligen uppväxt i Sigtuna, svensk prinsessa och storfurstinna av Kiev och sedermera ryskt-ortodoxt helgon (Anna av Novgorod).

## Sträckning
Ingegerdsleden går genom vackra, sjönära kulturlandskap från Storkyrkan via Solna kyrka och Nationalstadsparken, förbi Ulriksdals slott, i Igelbäckens dalgång till Kista kyrka mot Sollentuna kyrka, passerar Överby kvarn och vidare längs den medeltida kyrkstigen till Eds kyrka. Leden passerar en trefaldighetskälla vid Hammarby kyrka, genom Rosersbergs slottspark vidare till Steninge slott och Sigtuna. 
Efter Sigtuna fortsätter leden via Odensala kyrka, förbi Sankt Stefans och Sankta Birgitta kyrkor i Knivsta, vidare mot Sunnersta kyrka och Alsike kyrka. Leden går sedan genom Årike Fyris, grönstråket längs Fyrisån, förbi Gode Herdens kapell, Sankt Lars kyrka, Helga Trefaldighets kyrka och slutligen till domkyrkan i Uppsala.

## Etapper
Ingegerdsleden omfattar sju huvudetapper av varierande längder. Utöver dessa etapper finns även avsnitt för anslutning till kollektivtrafik.
| - Storkyrkan – Ulriksdals slott – Kista kyrka, längd 22 km. - Kista kyrka - Eds kyrka, längd 16 km. - Eds kyrka – Rosersbergs slott, längd 14 km. - Rosersbergs slott – Sigtuna, längd 13 km. - Sigtuna – Odensala kyrka, längd 14 km. - Odensala kyrka – Alsike kyrka, längd 14 km. - Alsike kyrka – Sunnersta kyrka – Uppsala domkyrka, längd 18 km. | \| Kartor – Ingegerdsleden \| \| ------------------------------------------------------------------------------------------------------------------------------------------------------------------------------ \| \| Alla etapper Storkyrkan – Kista kyrka Kista kyrka – Eds kyrka Eds kyrka – Rosersbergs slott Rosersbergs slott – Sigtuna Sigtuna – Odensala kyrka Odensala kyrka – Alsike kyrka \| |
| Kartor – Ingegerdsleden | |
| Alla etapper Storkyrkan – Kista kyrka Kista kyrka – Eds kyrka Eds kyrka – Rosersbergs slott Rosersbergs slott – Sigtuna Sigtuna – Odensala kyrka Odensala kyrka – Alsike kyrka | |

## Emblemen
Ingegerdsleden är markerad med en speciell emblem. Kronan är symbol för Ingegerd som kunglig person. Det svängda korset är fursteättens bomärke (och som även symboliserar pilgrimens krokiga väg mot sitt mål). De tre vita punkterna representerar ledens tre medeltida städer med kristna tempel.  Den guldgula färgen symboliserar det eviga ljuset och Guds härlighet. Korsets röda färg
symboliserar Guds kärlek, elden och blodet. Dessa färger förekommer även i Svenska kyrkans vapen.

## Bilder

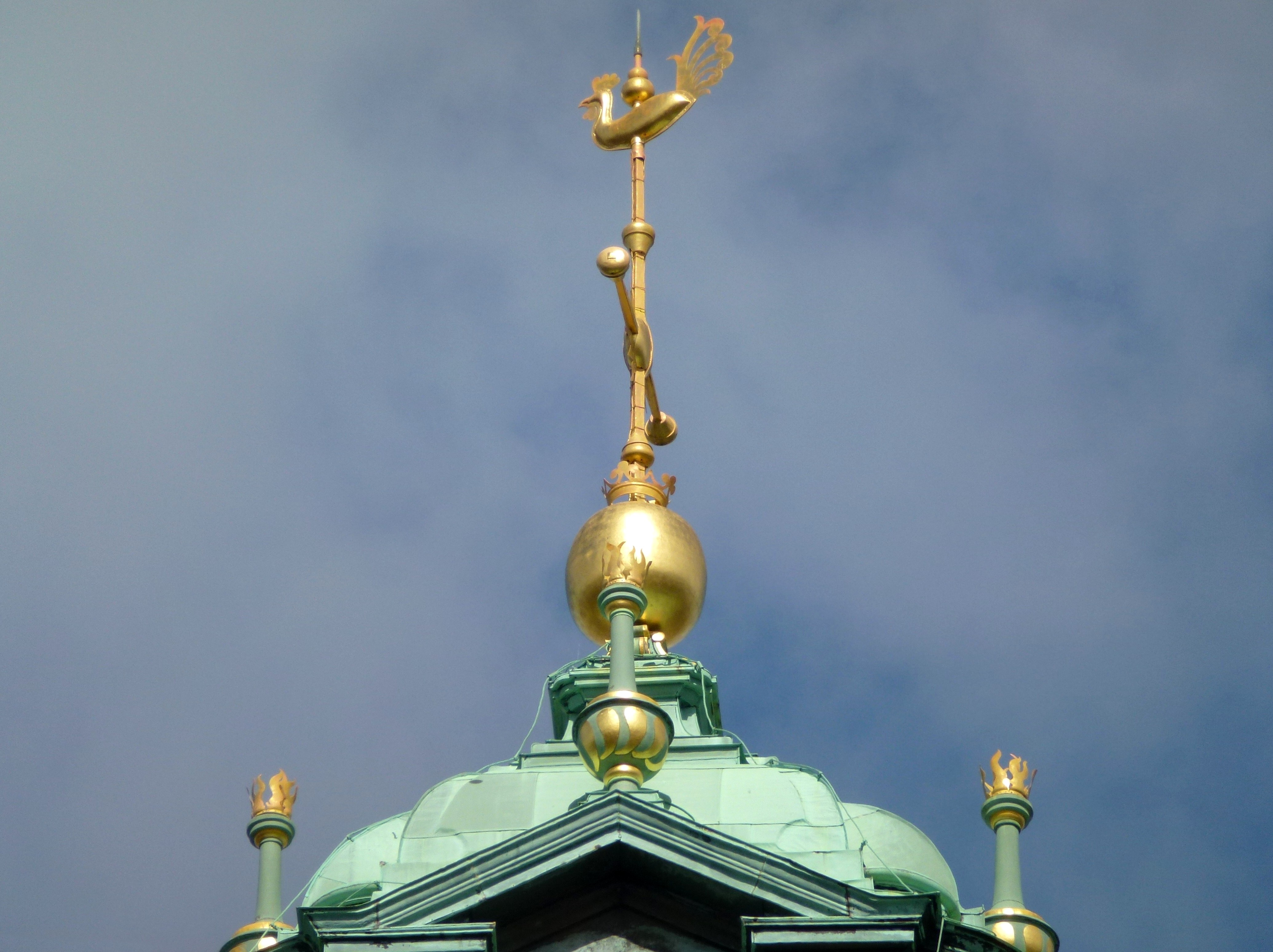
Storkyrkans tornspira.
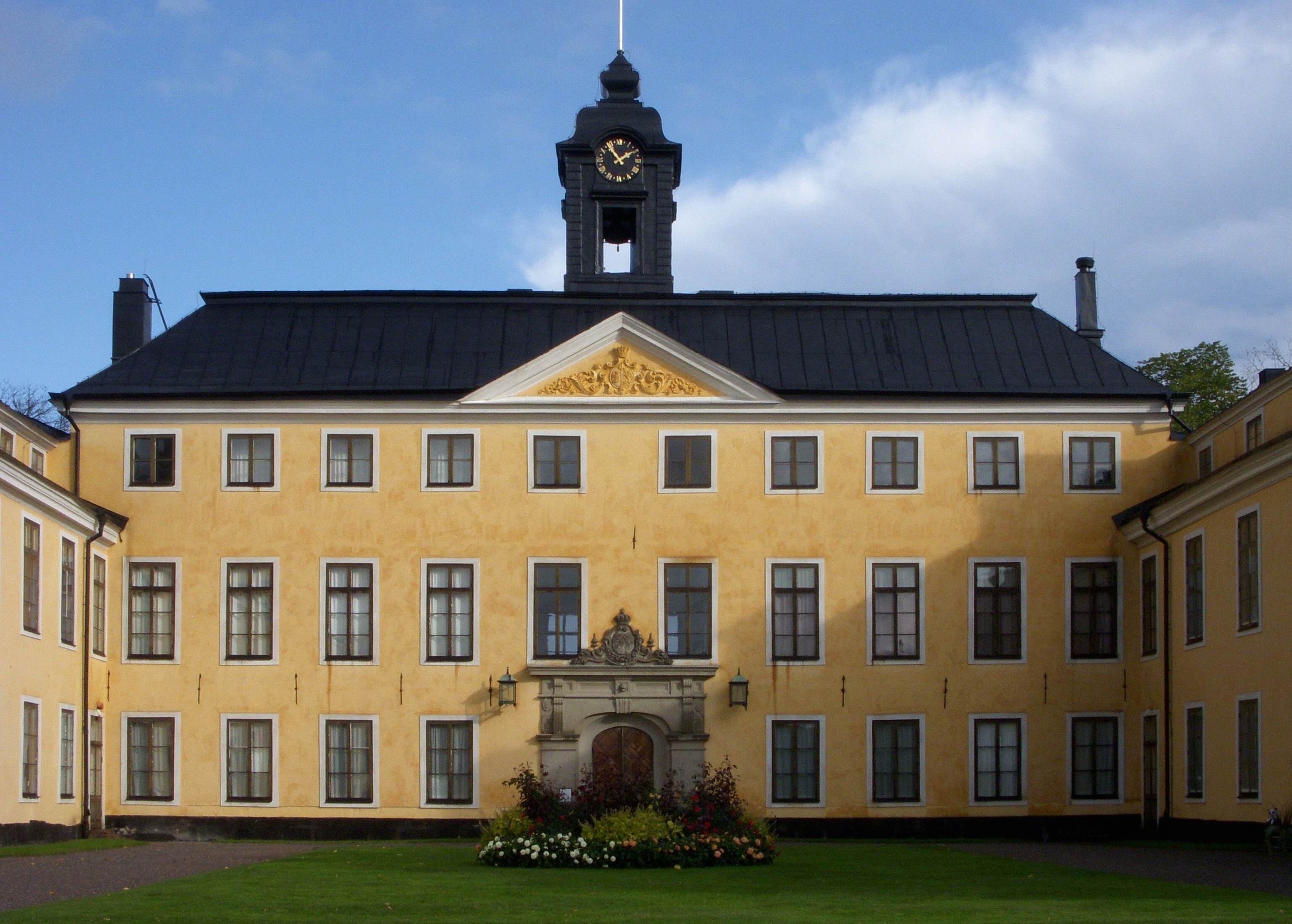
Ulriksdals slott.
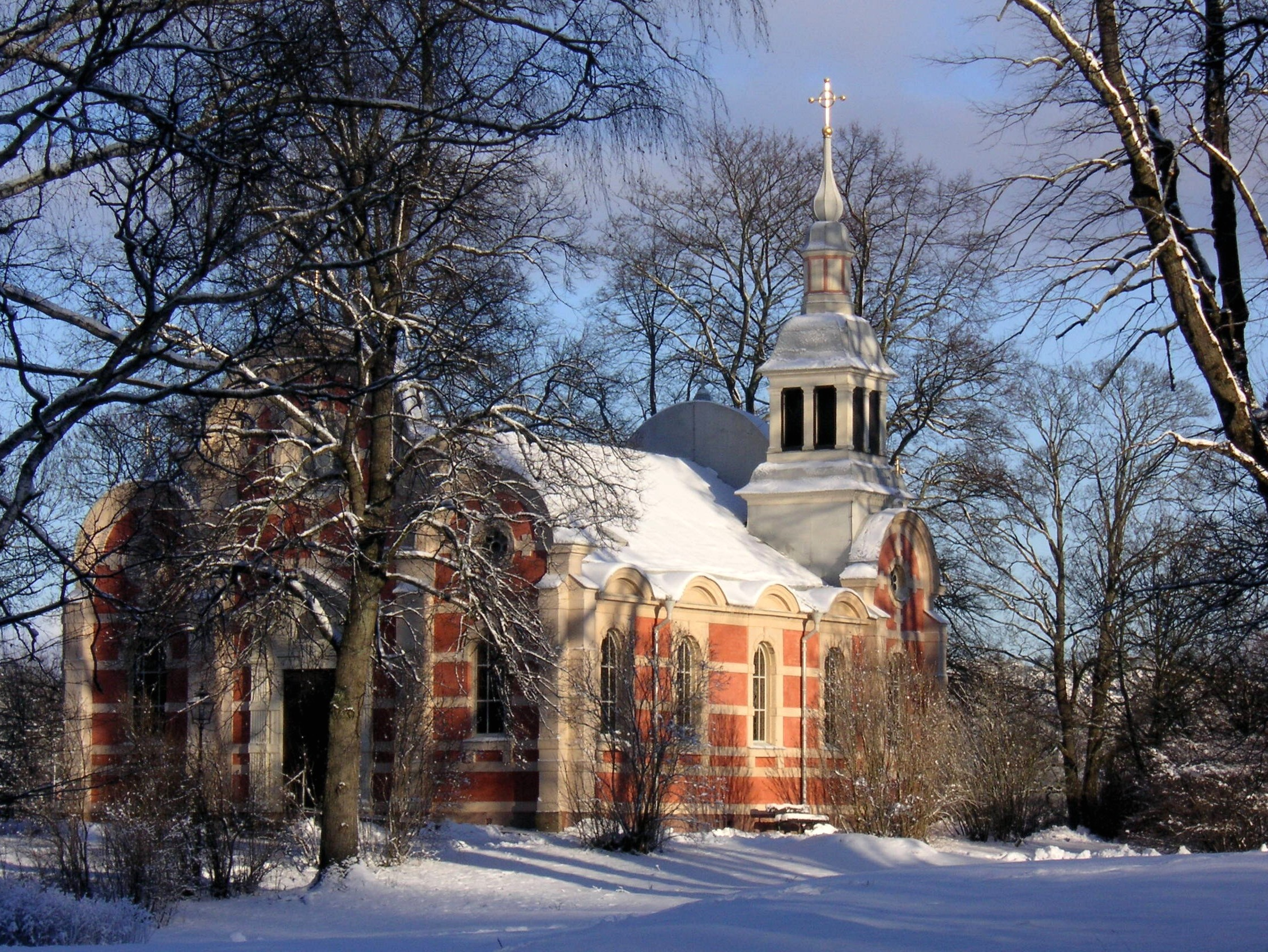
Ulriksdals slottskapell.
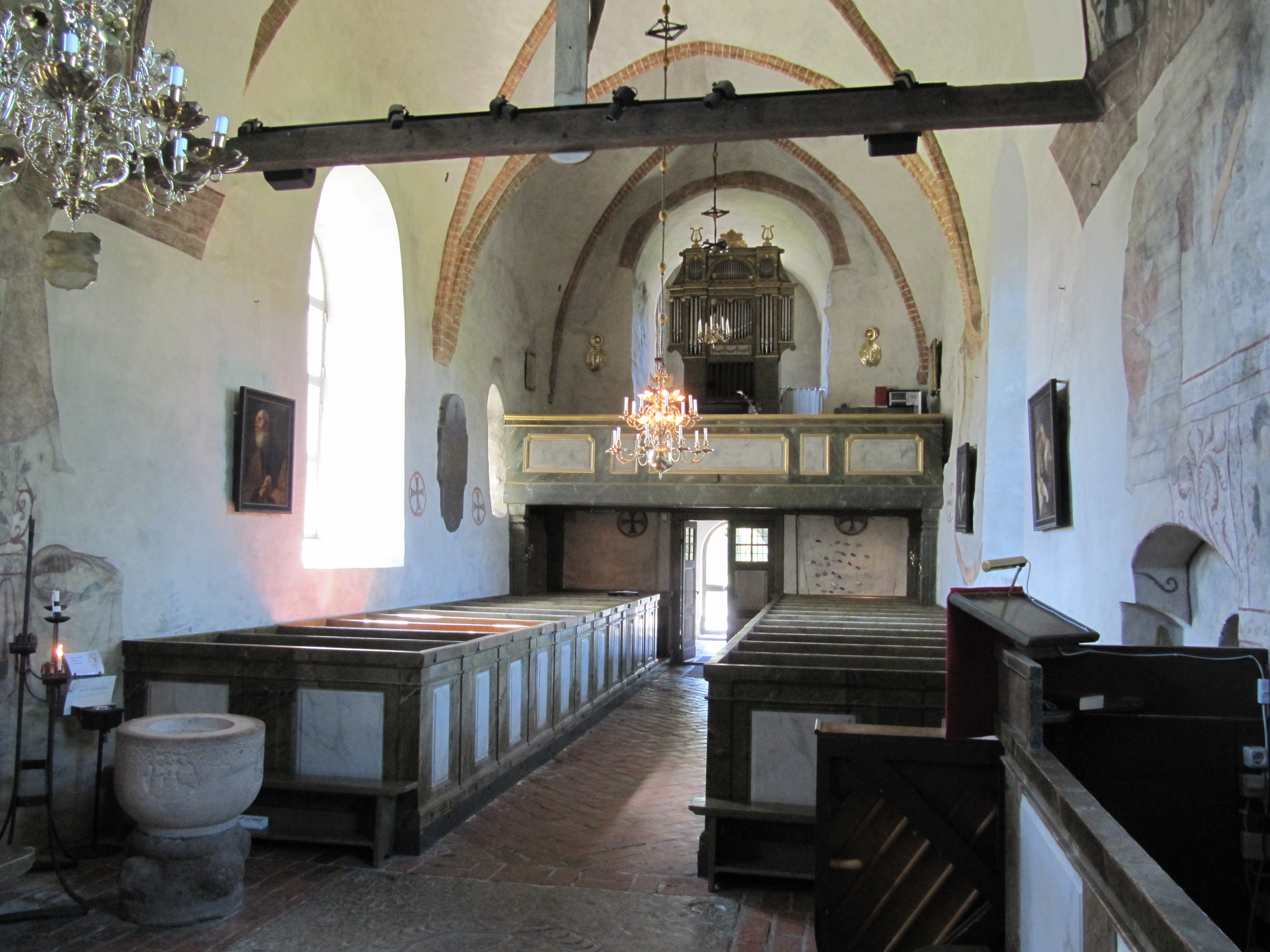
Kyrkorummet i Eds kyrka.
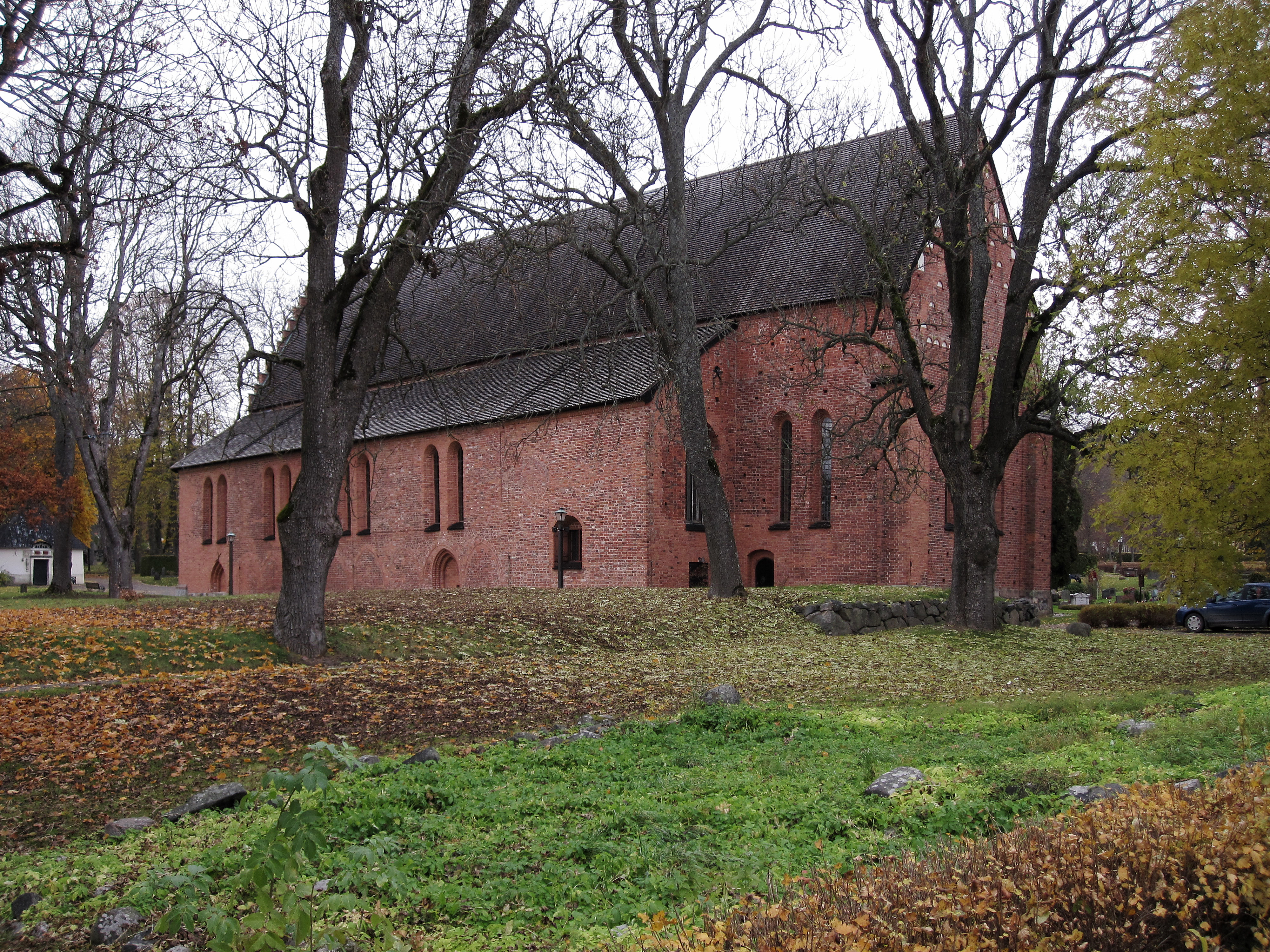
Mariakyrkan i Sigtuna.
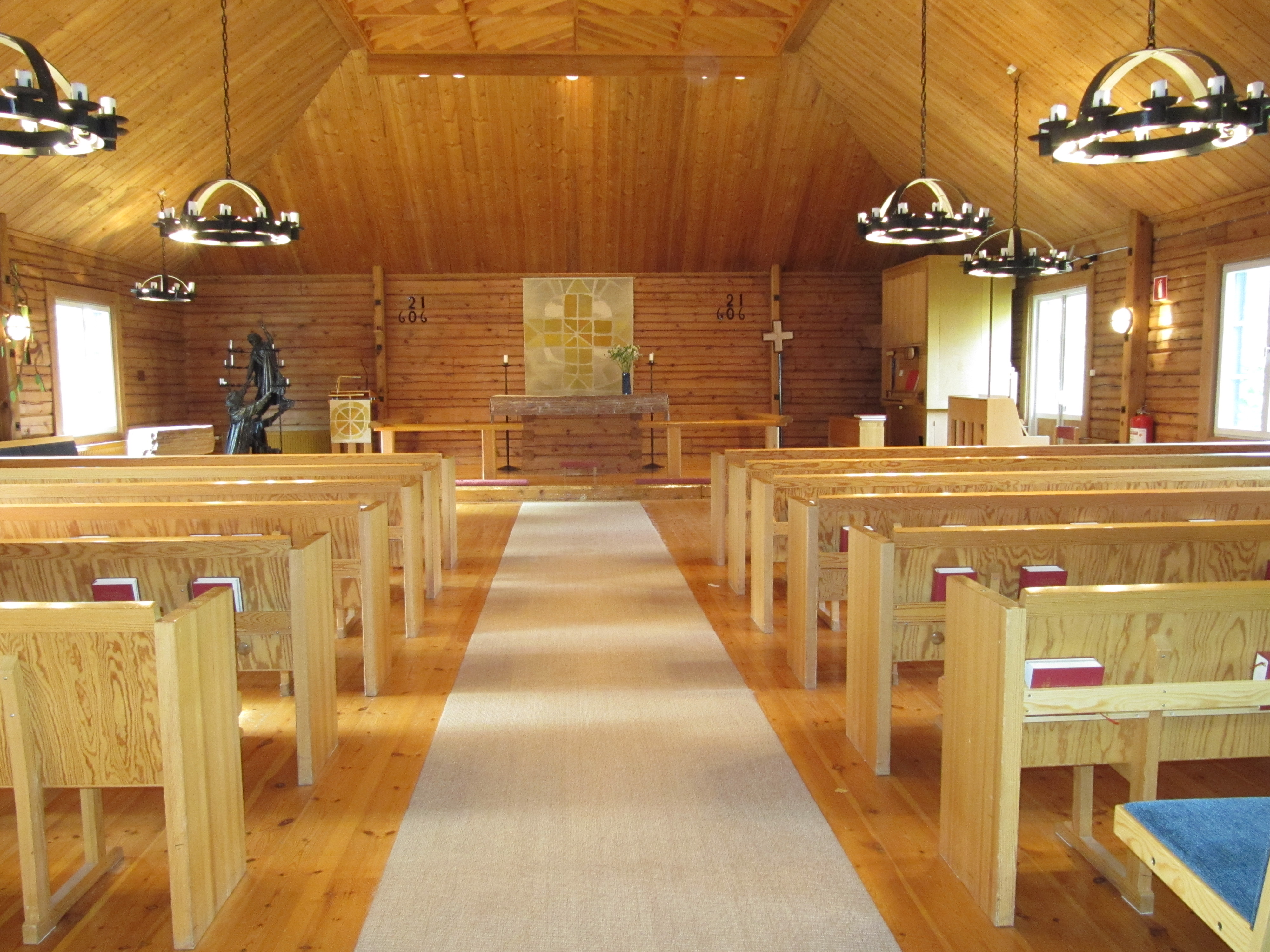
Sunnersta kyrka.
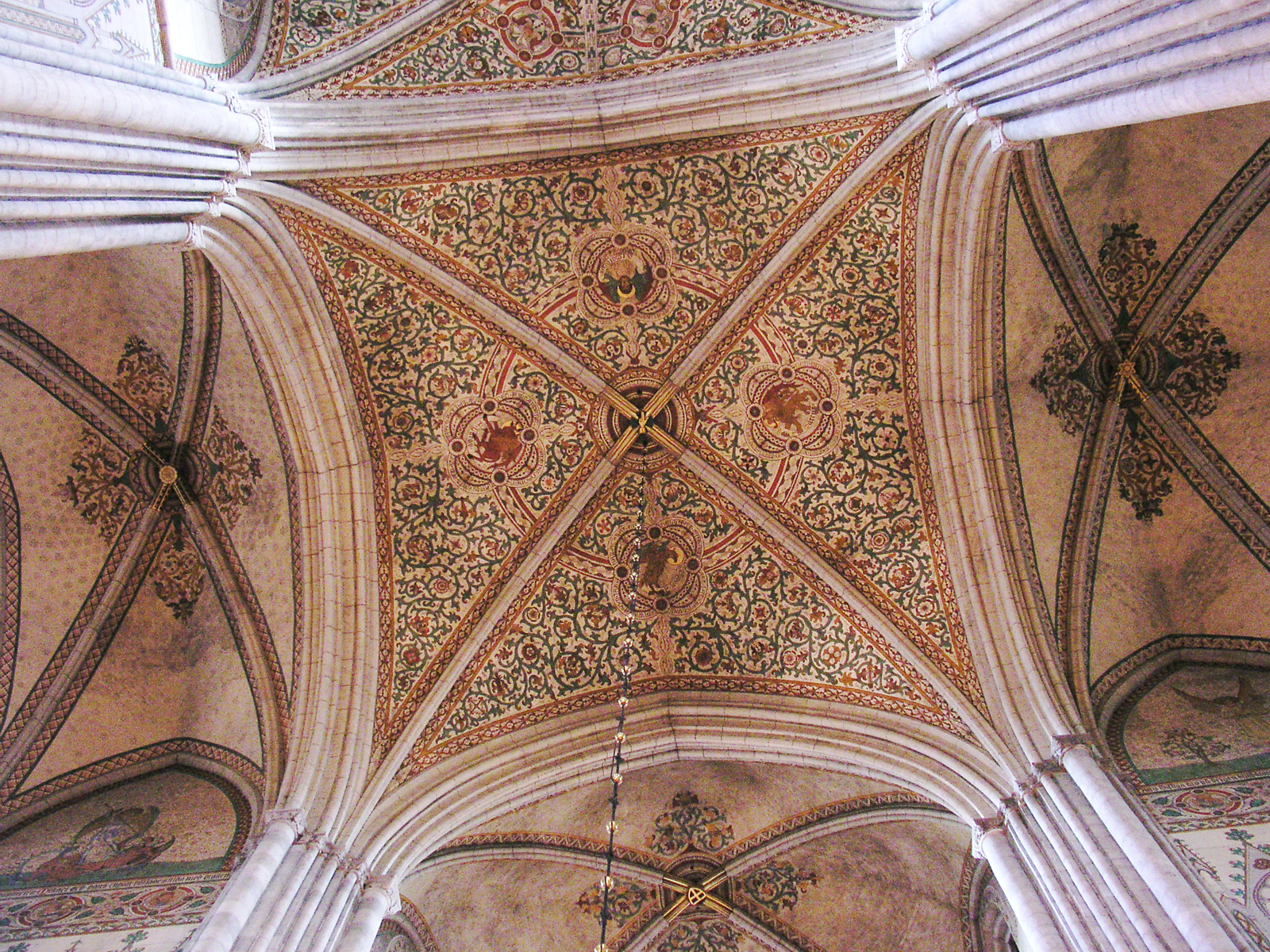
Uppsala domkyrka.